# Ben (альбом)
| Оценки критиков      | Оценки критиков |
| Источник             | Оценка          |
| -------------------- | --------------- |
| AllMusic             | [ 1 ]           |
| Entertainment Weekly | (B)             |
| Rolling Stone        | [ 3 ]           |

Ben (рус. «Бен») — второй сольный студийный альбом американского певца Майкла Джексона. Альбом был выпущен 4 августа 1972 года, когда Джексон ещё являлся членом группы The Jackson 5. Альбом получил неоднозначные отзывы от музыкальных критиков. "Ben" был более успешным в музыкальных чартах, чем предыдущий студийный альбом Джексона, занял десятое место в  чарте Billboard 200, а международном уровне альбом оказался менее успешным, заняв 12-е место в Канаде и войдя в топ-200 в Австралии и Франции.
Во всём мире было продано 5 миллионов копий альбома. Трек под названием «Ben», один из синглов альбома, был коммерчески успешным в музыкальных чартах, возглавив как Billboard Hot 100, став первым синглом Майкла Джексона, который оказался в чарте. В других чартах по всему миру композиция «Ben» держалась в десятке лучших. Трек «Everybody’s Somebody’s Fool» изначально планировали выпустить как второй сингл, однако релиз был отменён по некоторым неизвестным причинам. В 2009 году были взяты две композиции с данного альбома для создания сборника   "Hello World: The Motown Solo Collection" состоящего из трех дисков.

## Предыстория
В январе 1972 года, оставаясь участником группы, Майкл Джексон совместно со студией Motown Records выпустил свой первый сольный студийный альбом под названием «Got to Be There».. Альбом в целом получил смешанные отзывы от музыкальных критиков, некоторые из которых отметили его потенциал, тогда как другие указали на недостатки в производстве или подборе материалов. Также альбом не был коммерчески успешным во всём мире, и не входил в музыкальные чарты. Хотя три сингла альбома получили хорошие результаты в чарте Billboard Hot 100, все они были в позиции 20 лучших песен чарта, а две из них достигали до 5 лучших песен. Got to Be There был более успешным в Соединённых Штатах, чем в остальном мире, достигнув 14-го места в Billboard 200, в Великобритании 37-го, во Франции 121-го.

## Музыка
Ben, выпущенный Майклом Джексоном, записывался с ноября 1971 по февраль 1972 год. Альбом был создан при соучастии шести человек и исполнительного продюсера по имени Берри Горди. Авторами одиннадцати треков являются Мел Ларсон, Джерри Марчеллино, Том Белл, Линда Грид, The Corporation, Смоки Робинсон и Рональд Уайт. Темп песен альбома варьируется от 69 ударов в минуту в "Ben" до 130 в "Shoo-Be-Doo-Be-Doo-Da-Day".
Альбом сочетает в себе следующие музыкальные стили: ритм-н-блюз, современный поп-рок и соул. Заглавным треком альбома является песня "Ben", которая была тематической песней одноимённого фильма, выиграла «Золотой глобус» и была номинирована на Оскар за лучшую песню, уступив «The Morning After» из фильма Приключение «Посейдона». Песня «What Goes Around Comes Around» имеет сходство с другой песней старшего брата Джексона под названием «Didn’t I (Blow Your Mind This Time)». Песня группы The Temptations, а именно «My Girl» 1964 года, «Everybody’s Somebody’s Fool» Лайонела Хэмптона, песня «You Can Cry on My Shoulder» Бренды Холлоуэй 1965 года и «Shoo-Be-Doo-Be-Doo-Da-Day» Стиви Уандера были записаны Джексоном в альбом. «You Can Cry on My Shoulder» является среднетемповой песней. «We’ve Got a Good Thing Going», ранее сохранённый в стороне «Б» альбома «Got to Be There», «I Wanna Be Where You Are» и «In Our Small Way» должны были находиться в предыдущем альбоме Джексона «Got to Be There».

## Список композиций
| №   | Название                                                                | Автор(ы)                                                       | Длительность |
| --- | ----------------------------------------------------------------------- | -------------------------------------------------------------- | ------------ |
| 1.  | «Ben» (записан в январе 1972)                                           | Дон Блэк, Уолтер Шарф                                          | 2:44         |
| 2.  | «The Greatest Show on Earth» (записан в феврале 1972)                   | Мел Ларсон, Джерри Марчеллино                                  | 2:48         |
| 3.  | «People Make the World Go Round» (записан в январе-феврале 1972)        | Том Белл, Линда Грид                                           | 3:15         |
| 4.  | «We've Got a Good Thing Going» (записан в декабре 1971)                 | Альфонсо Миззел, Берри Горди-мл., Дейк Ричардс, Фредди Перрен, | 2:59         |
| 5.  | «Everybody's Somebody's Fool» (записан в январе-феврале 1972)           | Глэдис Хэмптон, Эйс Адамс, Регина Адамс                        | 2:59         |
| 6.  | «My Girl» (записан в январе-феврале 1972)                               | Смоки Робинсон, Рональд Уайт                                   | 3:08         |
| 7.  | «What Goes Around Comes Around» (записан в декабрь 1971 - февраль 1972) | Аллен Левински, Артур Стокс, Дана Мейерс, Флойд Уитерспун      | 3:33         |
| 8.  | «In Our Small Way» (записан в декабре 1971)                             | Би Верди, Кристиан Яриан                                       | 3:39         |
| 9.  | «Shoo-Be-Doo-Be-Doo-Da-Day» (записан в феврале 1972)                    | Сильвия Мой, Генри Косби, Стиви Уандер                         | 3:21         |
| 10. | «You Can Cry on My Shoulder» (записан в ноябре 1971)                    | Горди-мл.                                                      | 2:39         |

## Чарты и сертификации
| Чарты (1972/1973/2009)    | Высшее место |
| ------------------------- | ------------ |
| French Albums Chart       | 162          |
| UK Albums Chart           | 17           |
| US Billboard 200          | 5            |
| US Top R&B/Hip-Hop Albums | 4            |

| 1972 | «Ben» | 1 | 3 | 5 | 1 | 2 | 7 |

| Страна         | Статус     |
| -------------- | ---------- |
| Великобритания | Серебряный |

## Участники
- Майкл Джексон — вокалист
- The Corporation Motown — продюсер
- Хэл Дэвис — продюсер
- Берри Горди — исполнительный продюсер
- Мел Ларсон — продюсер
- Джерри Марчеллино — продюсер
- Бобби Тэйлор — продюсер

Источник: